# Gérald Genta
Gérald Charles Genta (1 de mayo de 1931 - 17 de agosto de 2011) fue un relojero y artista suizo. Es conocido por sus líneas de relojes homónimas (Gerald Genta y Gerald Charles), así como por su trabajo de diseño con otros fabricantes de relojes de alta gama, incluidos IWC, Omega, Universal Genève, Patek Philippe y Audemars Piguet. Creó el Patek Philippe Nautilus y el Audemars Piguet Royal Oak, dos de los modelos más vendidos de ambas firmas. Se le considera una de las personas más influyentes en la historia de la relojería.
La casa de subastas Christie's de Nueva York ha calificado la obra de Genta como "el Fabergé de los relojes", mientras que The Wall Street Journal mencionó sus creaciones como "los relojes más complicados y caros del mundo".

## Primeros años
Genta nació en Ginebra, hijo de una madre suiza y un padre de ascendencia piamontesa (del norte de Italia). A los 20 años de edad terminó su formación en joyería en Suiza, donde obtuvo su Diploma Federal Suizo.

## Inicio de su carrera en Universal Genève
Posteriormente, Genta fue contratado por Universal Genève SA, en aquel momento uno de los fabricantes más reconocidos tanto en Estados Unidos como en Europa por sus modelos de cronógrafos. Después de que Universal Genève resolviera una disputa de patentes relacionada con el calibre de microrrotor, Genta diseñó el Polerouter Microtors para Universal en la década de 1950, así como los Golden y White Shadows a mediados de la década de 1960. Los Shadows contenían un movimiento con microrrotor, unisonic y acutron, los dos últimos resultado de la crisis del cuarzo que comenzó a sentirse a finales de la década de 1960. [cita requerida]

## Diseños de relojes notables
El trabajo de Genta con Universal sería un precursor de futuras colaboraciones con otras marcas en Suiza y en toda Europa, incluyendo el Constellation de Omega (1959); el Golden Ellipse de Patek Philippe (1968); el Royal Oak de Audemars Piguet (1970); el Ingenieur de IWC (1976); el Nautilus de Patek Philippe (1976); y el Pasha de Cartier (1985).

### Audemars Piguet Royal Oak
Uno de los diseños más reconocibles de Genta fue el del Audemars Piguet Royal Oak, que fue considerado el primer reloj deportivo de lujo del mundo. El reloj estaba inspirado en las escafandras tradicionales y, por lo tanto, presentaba cabezas de tornillos expuestas, así como un diseño de caja único. El reloj también presentaba una pulsera integrada.

### Patek Philippe Nautilus
En 1976, Patek Philippe presentó la colección Nautilus, diseñada por Genta, tras decidir que había llegado el momento de producir un reloj deportivo exclusivo con acabados de la más alta calidad. El primer modelo fue la Ref. 3700 y estaba fabricado en acero. Patek Philippe lanzó el Nautilus durante el crisis del cuarzo con la esperanza de que ayudara a volver a atraer la atención del público hacia los relojes mecánicos suizos de alta gama.
La colección Nautilus jugó un papel clave en la estrategia de marketing general de Patek Philippe, ya que tenía que renovar la imagen de la marca al tiempo que perpetuaba la tradición. El público objetivo estaba representado por gerentes de negocios dinámicos de las nuevas generaciones. El reloj de pulsera Nautilus se ha convertido en una de las colecciones más conocidas de Patek Philippe, y los modelos Ref. 5711 y 5712, que la empresa presentó en 2006 para celebrar el 30 aniversario de la colección, se encuentran entre los modelos con mayores ventas.

### IWC Schaffhausen Ingenieur SL "Jumbo"
Diseñado por Gerald Genta en 1974 y fabricado por IWC en 1976, el Ingenieur SL Automático Ref. 1832 está considerado uno de los relojes más codiciados en la historia de la firma. Como parte de la colección SL de relojes deportivos de acero de lujo de IWC lanzada en la década de 1970, el reloj se hizo conocido y apreciado tanto por sus fuertes códigos estéticos como por sus refinamientos técnicos: los amortiguadores de goma absorbían fuertes golpes e impactos, mientras que una caja interior de hierro dulce protegía el movimiento automático calibre 8541 de campos magnéticos intensos. Debido a su gran tamaño y a un impresionante diámetro de caja de 40 mm, que era particularmente exclusivo para su época, el Ingenieur SL pronto fue conocido entre los aficionados a los relojes como el "Jumbo".
Gerald Genta creó el Ingenieur SL durante la crisis del cuarzo,
un período complicado para IWC y para toda la industria relojera suiza. En aquel momento, el fabricante de relojes quería ampliar su gama de productos para incluir más relojes mecánicos de acero inoxidable. Genta recibió el encargo de encontrar una nueva identidad visual para el Ingenieur de IWC, el primer reloj antimagnético de la manufactura para uso civil desarrollado en la década de 1950. En su diseño del nuevo y robusto modelo Ingenieur en acero inoxidable, Genta destacó con éxito su carácter técnico distintivo. El brazalete de eslabones en H integrados, la esfera estructurada y, sobre todo, el bisel atornillado con cinco ranuras se convirtieron en las características distintivas del Ingenieur SL.

## Marca homónima y diseños

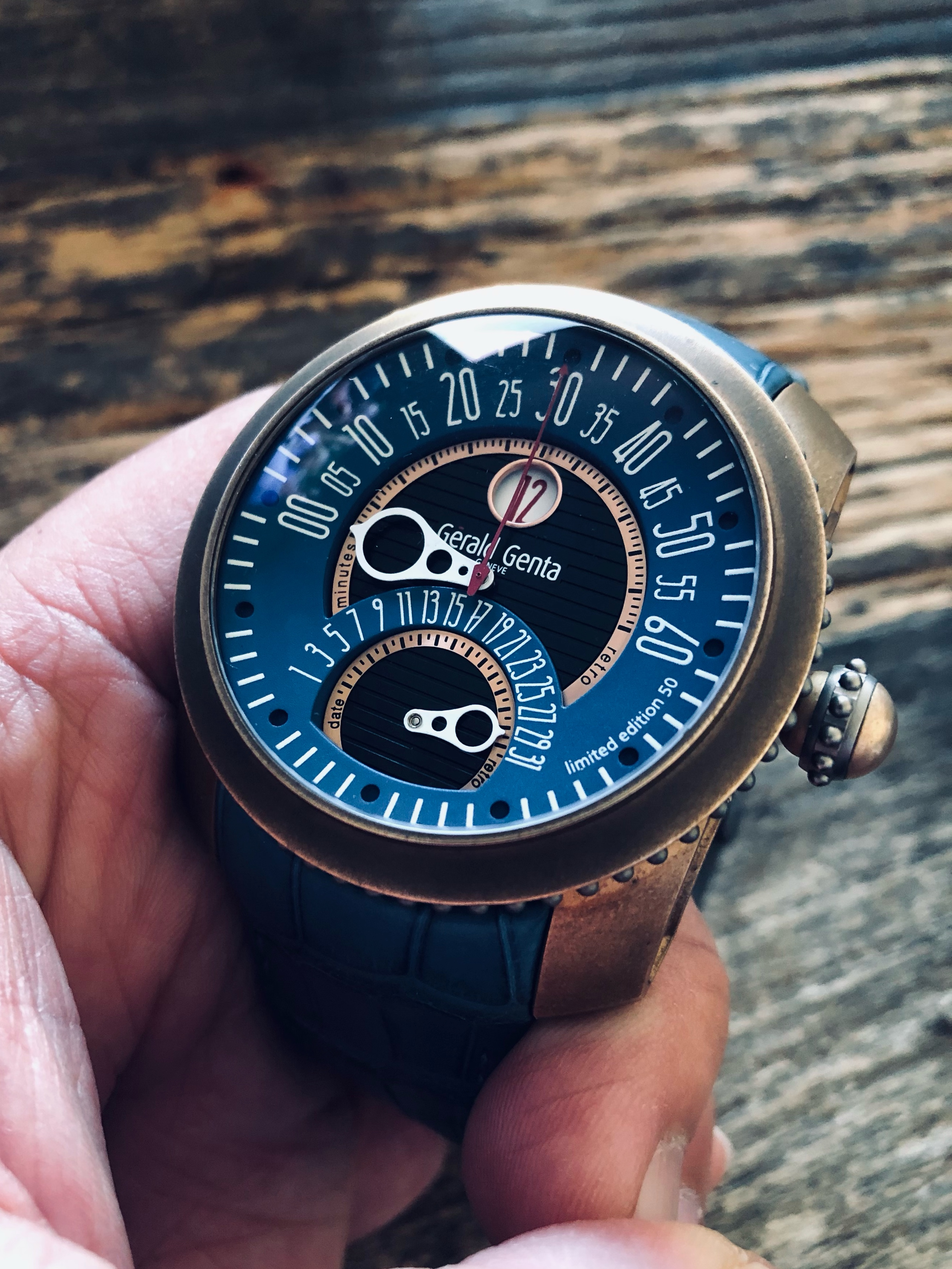
Gerald Genta Gefica Biretro Safari Re-edition Blue Note

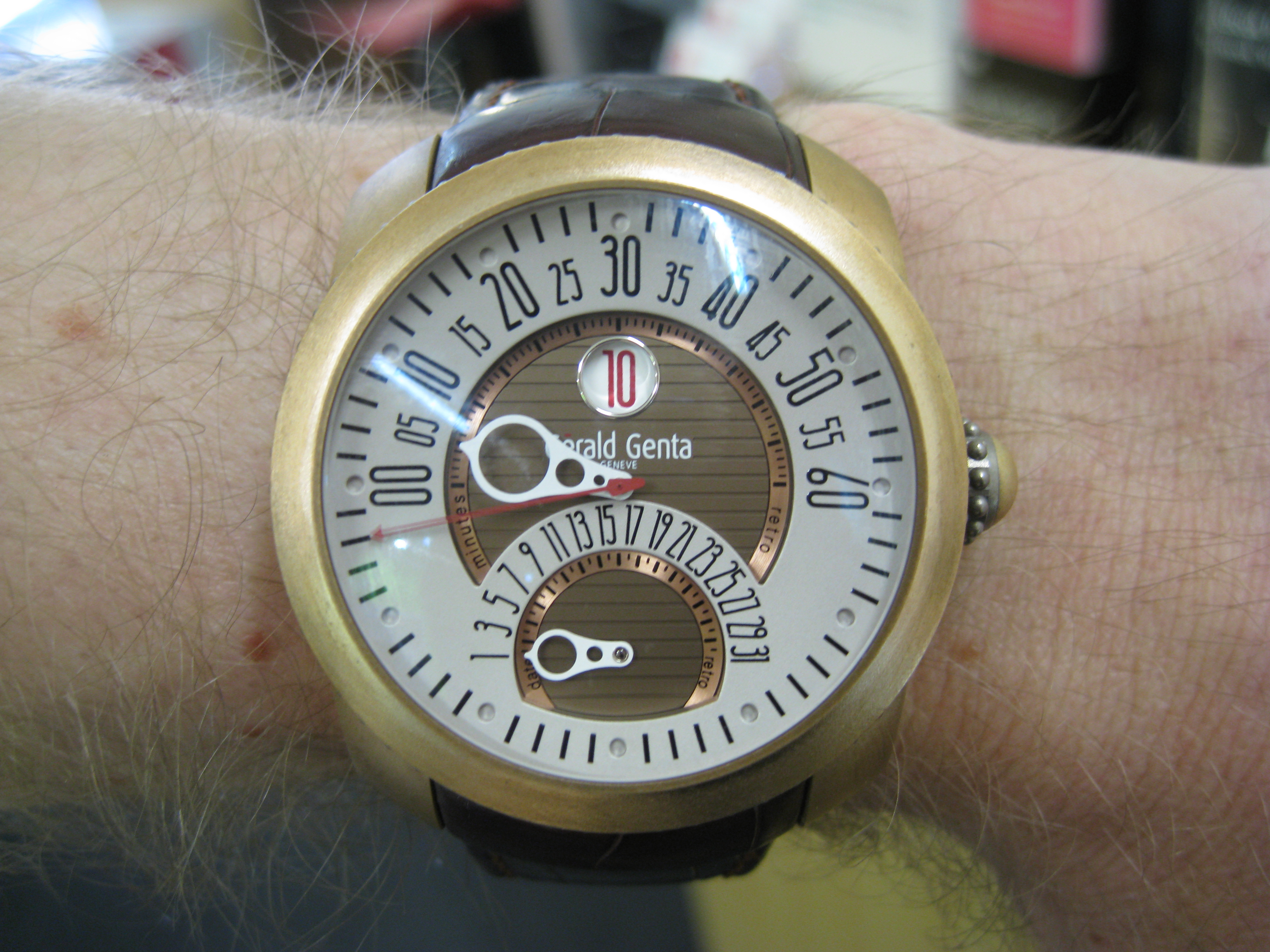
Gerald Genta Gefica Re-edition Mt. Kilimanjaro

Tras fundar su propia marca en 1969, Genta crearía distintos modelos con sonería, entre ellos el Gérald Genta Octo Grande Sonnerie Tourbillion, que contenía cuatro gongs y una campana para reproducir los Cuartos de Westminster cada cuarto y cada hora, "la misma melodía que toca el Big Ben de Londres", con un precio de 810.200 dólares. En 1994, diseñó el Grande Sonnerie Retro, uno de los relojes de pulsera más complicados del mundo, que tenía un precio de aproximadamente 2 millones de dólares. Para pedidos privados, Genta diseñó a mano los movimientos, diales y cajas de sus relojes, y empleó asistencia externa limitada o nula, evitando en lo posible la subcontratación o la mecanización durante el proceso. No era inusual que un solo reloj requiriese hasta 5 años de trabajo para completarse.
Durante la década de 1980, Genta obtuvo una licencia especial con The Walt Disney Company y distribuyó una edición limitada de relojes de personajes de Disney. Anteriormente, habían sido un pedido privado no oficial de uno de los clientes habituales de Genta. Las esferas consistían en ilustraciones de Mickey Mouse, Minnie Mouse, el Pato Donald, Scrooge y Goofy, con cajas hechas de oro de 18 quilates. Diseñados en Le Brassus, Suiza, los relojes se vendieron al por menor entre 3250 y 3650 dólares en 1988.
A comienzos de la década de 1980 se diseñó el GEFICA SAFARI, presentado en el Baselworld de 1984. Tenía la particularidad de ser el primer reloj con caja de bronce, e incorporaba una brújula en un cierre desplegable, un calendario anual y un movimiento de cuarzo mecánico con fase lunar. La esfera disponía de un inserto de lapislázuli o de coral, con detalles y agujas de oro de 18k y una correa de piel de tiburón. La primera versión vino con una esfera de ardesia o de carey real. La versión de meteorito o nácar vino después con correa de elefante. Hubo otras versiones durante los años 1990 hechas completamente en oro o con cronógrafo automático basado en el movimiento Valjoux 7750.

## Clientes famosos

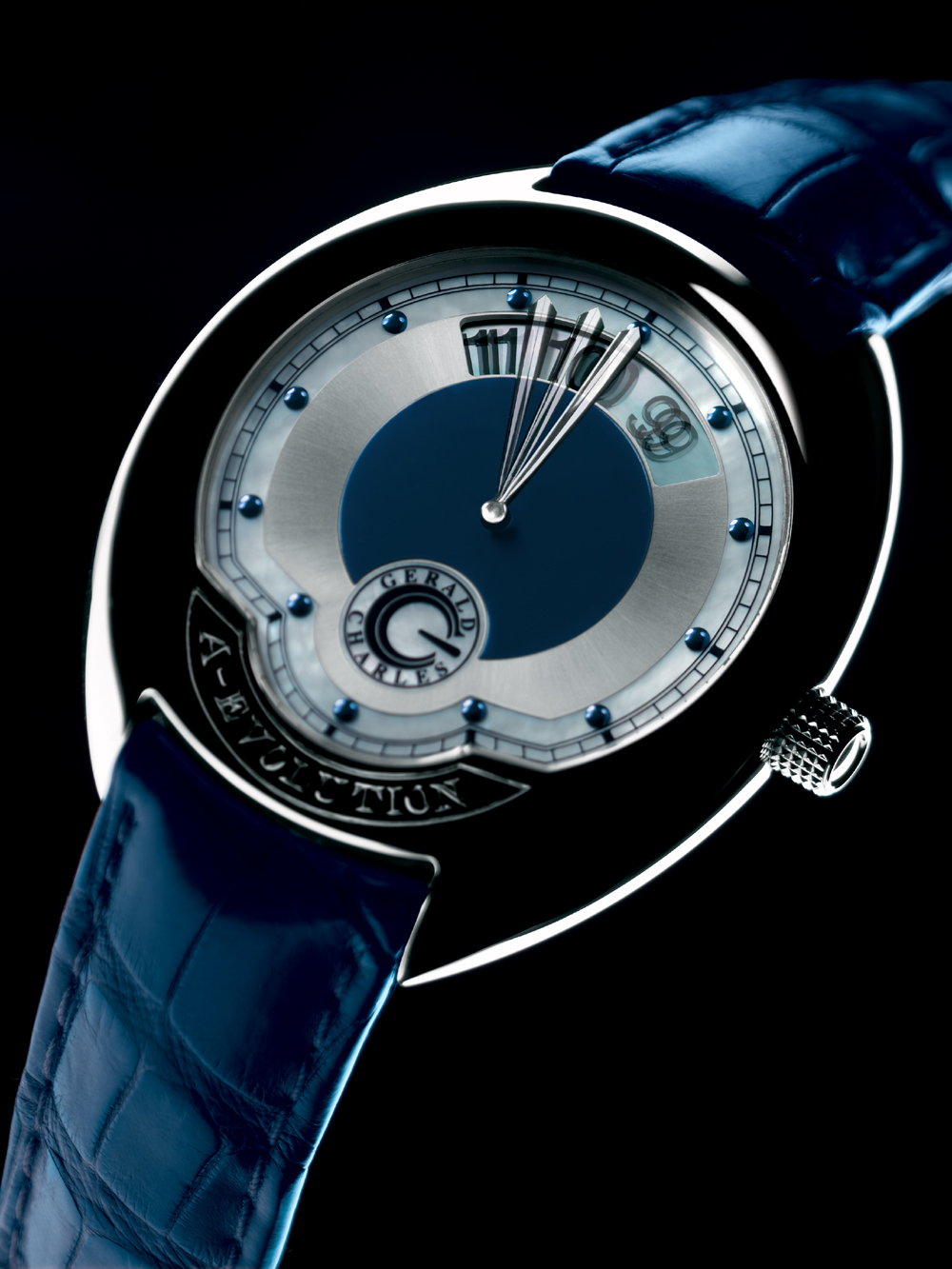
Gerald Charles A-Evolution

Entre los clientes de Genta se encuentran deportistas, empresarios, músicos, estrellas de cine, políticos y miembros de la realeza, incluidos Raniero III de Mónaco, el rey Hasán II de Marruecos, el rey Juan Carlos I de España y la reina Sofía de España, el rey Fahd bin Abdulaziz e Isabel Bowes-Lyon de Inglaterra.
El propio Genta, que solo diseñaba relojes de pulsera, prefería no usarlos.

### Adquisición por Bulgari
Después de que su empresa homónima, marcas comerciales, patentes y diseños fueran adquiridos por Bulgari en 2000, Genta dimitió y creó una nueva empresa llamada Gerald Charles. Genta vendió su última marca en 2003, y siguió siendo el diseñador jefe de Gerald Charles hasta su muerte. A partir de 2010, los relojes Gerald Genta se comercializaron únicamente bajo la marca Bulgari. En 2019, Bulgari celebró el 50 aniversario de la marca Gerald Genta. En 2003 se realizó una reedición del Gefica de bronce con movimiento automático y mayor diámetro.

## Familia y legado
Con su esposa y socia comercial Évelyne, Gérald tuvo dos hijos: Frédéric Genta y Alexia Genta. A lo largo de su vida dibujó más de 100.000 diseños de relojes. Cuando murió, dejó a Évelyne Genta más de 3200 de sus diseños. Esta enorme selección de dibujos está formada por sus diseños más famosos, pero en su mayoría por piezas inéditas. Cien de ellos serían subastados en Sotheby's en la primavera de 2022, cada uno con su correspondiente NFT.
Tras la muerte de Gérald el 17 de agosto de 2011 a la edad de 80 años, Évelyne Genta fundó en 2019 la asociación Gerald Genta Heritage para honrar su contribución a la industria relojera, así como para alentar y apoyar a los jóvenes talentos en el sector. La asociación creó el Premio Gérald Genta, que se otorga anualmente, para recompensar a "los jóvenes diseñadores con talento y a los grandes potenciales de la relojería".